# Topazio

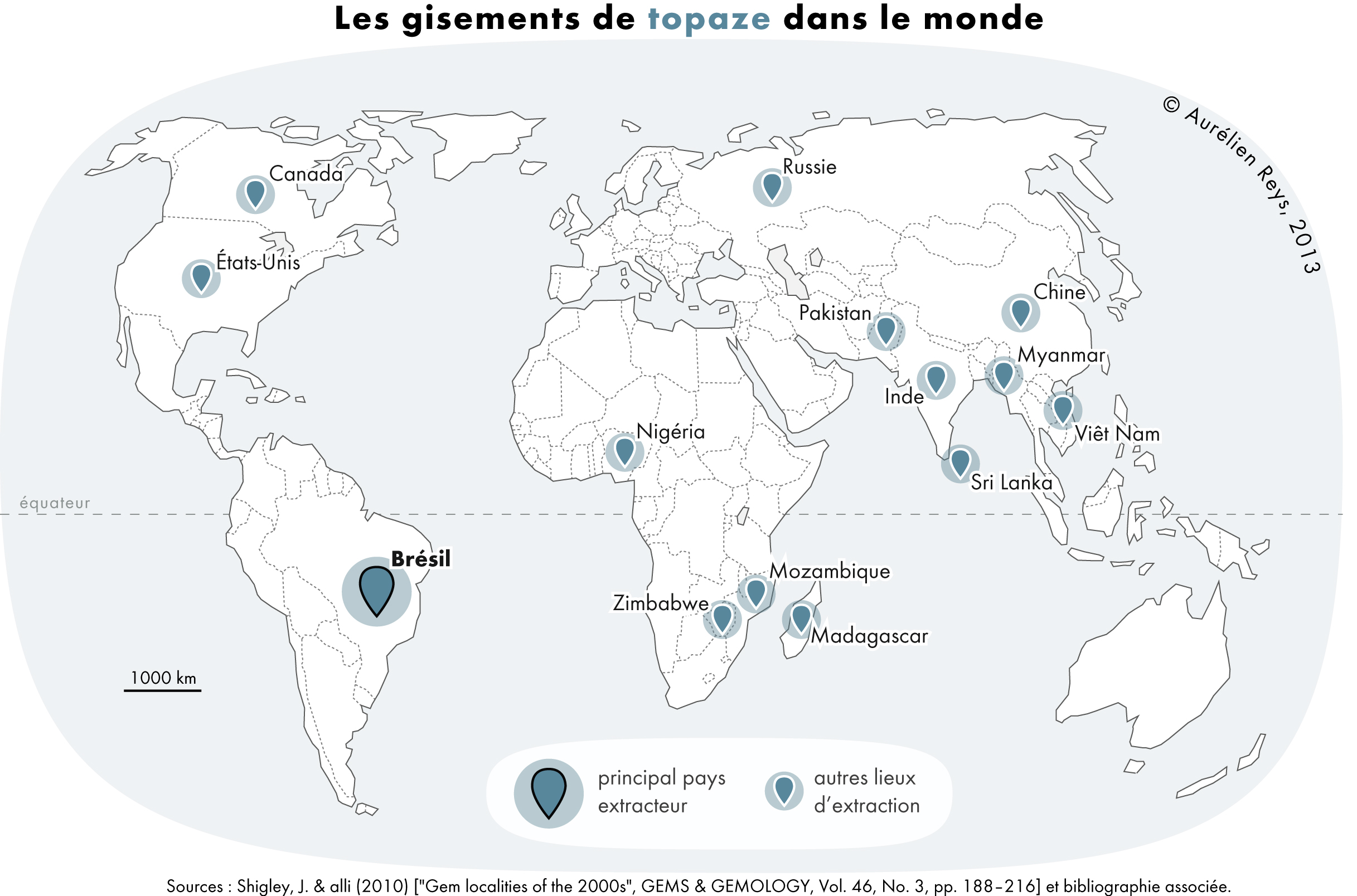
Principali paesi produttori di topazio

Il topazio (simbolo IMA: Tpz) è un minerale appartenente alla famiglia dei "silicati" con composizione chimica Al2SiO4F2.
Strutturalmente appartiene ai nesosilicati.

## Etimologia e storia
Il topazio prende il nome dall'isola di Topazios (oggi chiamata isola di Zabargad o isola di San Giovanni) nel Mar Rosso. Nell'antichità, il nome era probabilmente usato per la gemma oggi nota come peridoto.

## Classificazione
Nella classica nona edizione della sistematica dei minerali di Strunz, aggiornata dall'Associazione Mineralogica Internazionale (IMA) fino al 2009, il topazio è elencato nella classe "9. Silicati (germanati)" e nella sottoclasse "9.A Nesosilicati"; questa è ulteriormente suddivisa in base alla struttura del minerale, in modo tale da trovare il topazio nella sezione "9.AF Nesosilicati con anioni aggiuntivi; cationi in [4], [5] e/o soltanto coordinazione [6]" dove forma il sistema nº 9.AF.35 insieme alla krieselite.
Tale classificazione viene mantenuta invariata anche nell'edizione successiva, proseguita dal database "mindat.org" e chiamata Classificazione Strunz-mindat, nella quale però il topazio diventa l'unico membro del sistema nº 9.AF.35, essendo la krieselite spostata al sistema nº 9.AF.20.
Nella Sistematica dei lapis (Lapis-Systematik) di Stefan Weiß il topazio è nella classe dei "silicati" e nella sottoclasse dei "nesosilicati con anioni non tetraedrici"; qui è nella sezione dei minerali con "cationi in coordinazione tetraedrica o ottaedrica [4/6]" dove insieme a sillimanite, andalusite, kanonaite, cianite, mullite, boromullite e yoderite formail sistema nº VIII/B.02.
Anche la classificazione dei minerali secondo Dana, utilizzata principalmente nel mondo anglosassone, elenca il topazio nella famiglia dei "silicati"; qui è nella classe dei "nesosilicati: gruppi SiO4 e O, OH, F e H2O" e nella sottoclasse dei "nesosilicati: gruppi SiO4 e O, OH, F e H2O con cationi solo in coordinazione [6]" dove forma il "gruppo del topazio" con il numero di sistema 52.03.01.

## Abito cristallino
A seconda del rapporto tra fluoro (F) e ossidrile (OH), il topazio cristallizza nel sistema ortorombico oppure nel sistema trigonale e pertanto anche il gruppo spaziale varia. I parametri reticolari sono a = 4,65 Å, b = 8,8 Å e c = 8,4 Å.

## Origine e giacitura
Il topazio può essere trovato in vene e cavità di granito, di pegmatite granitica, in riolite e greisen; si forma da fluidi idrotermali pneumatolitici ad alta temperatura. Il topazio si forma anche in seguito a metamorfismo di alto grado di sedimenti alluminosi, ricchi di quarzo e fluoro, ma può anche essere trovato come minerale detritico pesante. La paragenesi è con albite, berillo, cassiterite, microclino, quarzo, tormalina e zinnwaldite.
I luoghi di ritrovamento per il topazio sono numerosi. I cristalli di topazio possono formare cristalli molto grandi e massicci in condizioni di formazione favorevoli. I cristalli di 100 kg e oltre non sono rari. Si dice che il più grande cristallo di topazio mai trovato avesse una lunghezza di un metro e un peso di 2500 kg ed è stato trovato vicino a Ribáuè, nell'Alto Ligonha in Mozambico.
Il Museo Nazionale di Storia Naturale espone due cristalli non tagliati del peso di 31,8 kg ("Lindsay Topaz") e 50,4 kg ("Freeman Topaz"), che sono anche tra i più grandi del mondo.
Particolarmente significativa da un punto di vista storico è stata la presenza di cristalli giallo vino nello Schneckenstein nel Vogtland: da lì provengono i topazi tagliati dei gioielli di Augusto II di Polonia (oggi nella Grünes Gewölbe di Dresda) e quelli della corona reale inglese. Un altro topazio importante è il topazio "Moghul" di 157 ct.

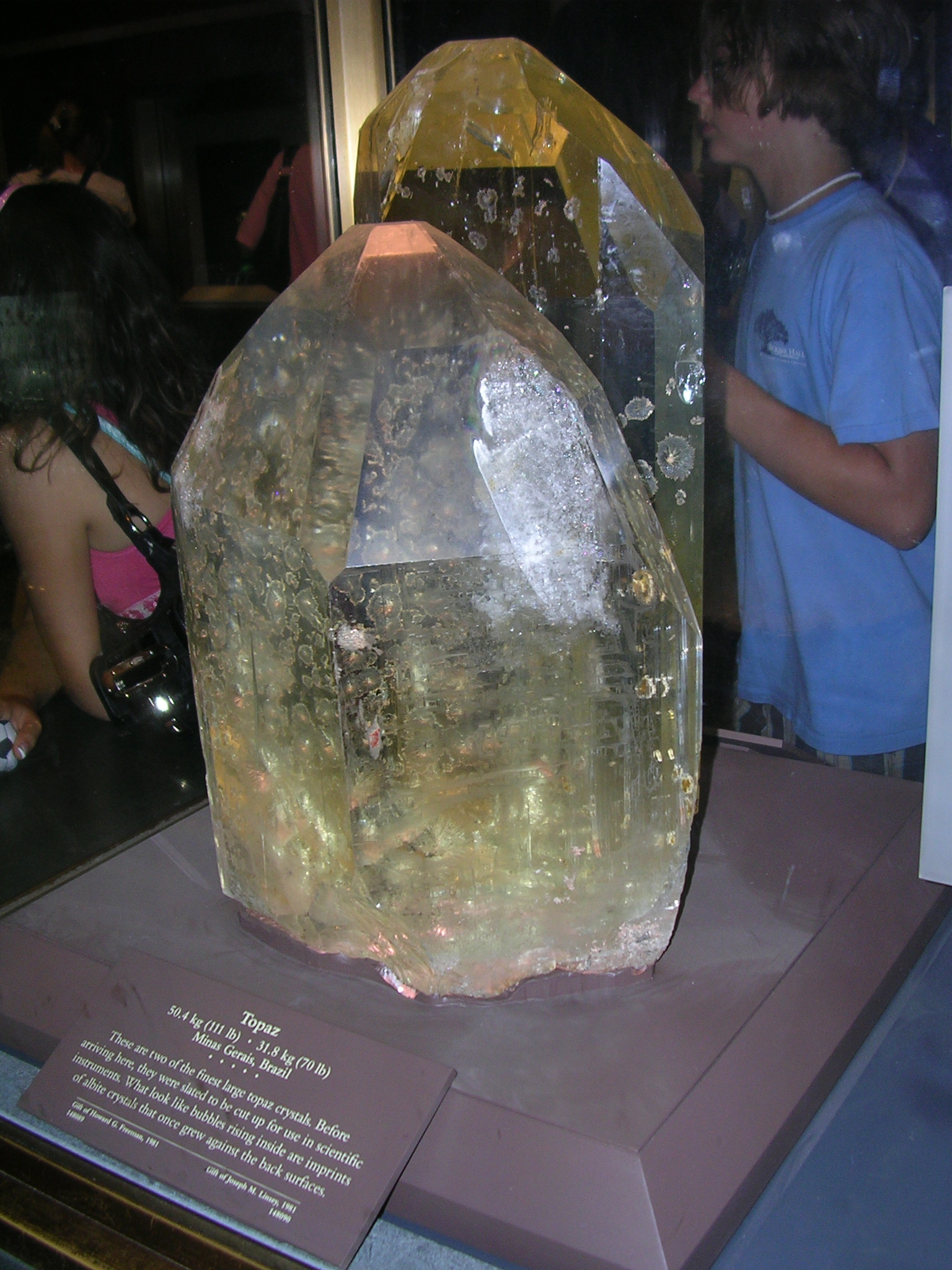
Enorme topazio trovato a Minas Gerais, in Brasile

In Brasile ci sono grandi giacimenti in cui sono stati trovati cristalli particolarmente grandi. Altri siti includono: la Repubblica Ceca; la provincia di Tamanrasset in Algeria; la regione orientale dell'Antartide molte regioni degli Stati Uniti; diverse regioni del Messico; Badakhshan, Laghman e Nangarhar in Afghanistan; diverse regioni del Pakistan; la regione intorno a Mandalay in Birmania; la Provincia Centrale e lo Sabaragamuwa nello Sri Lanka; l'isola di Honshū in Giappone; la Norvegia e la Svezia; a Lugnez e in altre regioni della Svizzera.

## Utilizzi
Il topazio è una pietra preziosa di grande valore, ma grazie alla sua relativa abbondanza non è eccessivamente costoso, nemmeno per esemplari di grandi dimensioni e di alta qualità. L'eccezione è il topazio blu, che è molto raro in natura e viene anche chiamato "topazio prezioso", e l'altrettanto raro "topazio imperiale" o "topazio reale" di colore rosso-arancio.

## Proprietà
A causa della sua perfetta sfaldatura lungo la superficie di base, il topazio è una pietra difficile da lavorare. Rapidi sbalzi di temperatura e una lavorazione non attenta possono provocare crepe e rotture nella pietra. Inoltre non tollera il bagno a ultrasuoni se presenta molte inclusioni.
Il topazio è caratterizzato da un debole pleocroismo, che presenta colore giallo lungo {\displaystyle x}, colori dal giallo, al viola, al rossastro lungo {\displaystyle y} e viola, bluastro, giallo o rosa lungo {\displaystyle z}.
Sotto la luce ultravioletta assume colore raramente giallo, bianco, arancione, giallo-verdastro.

## Forma in cui si presenta in natura

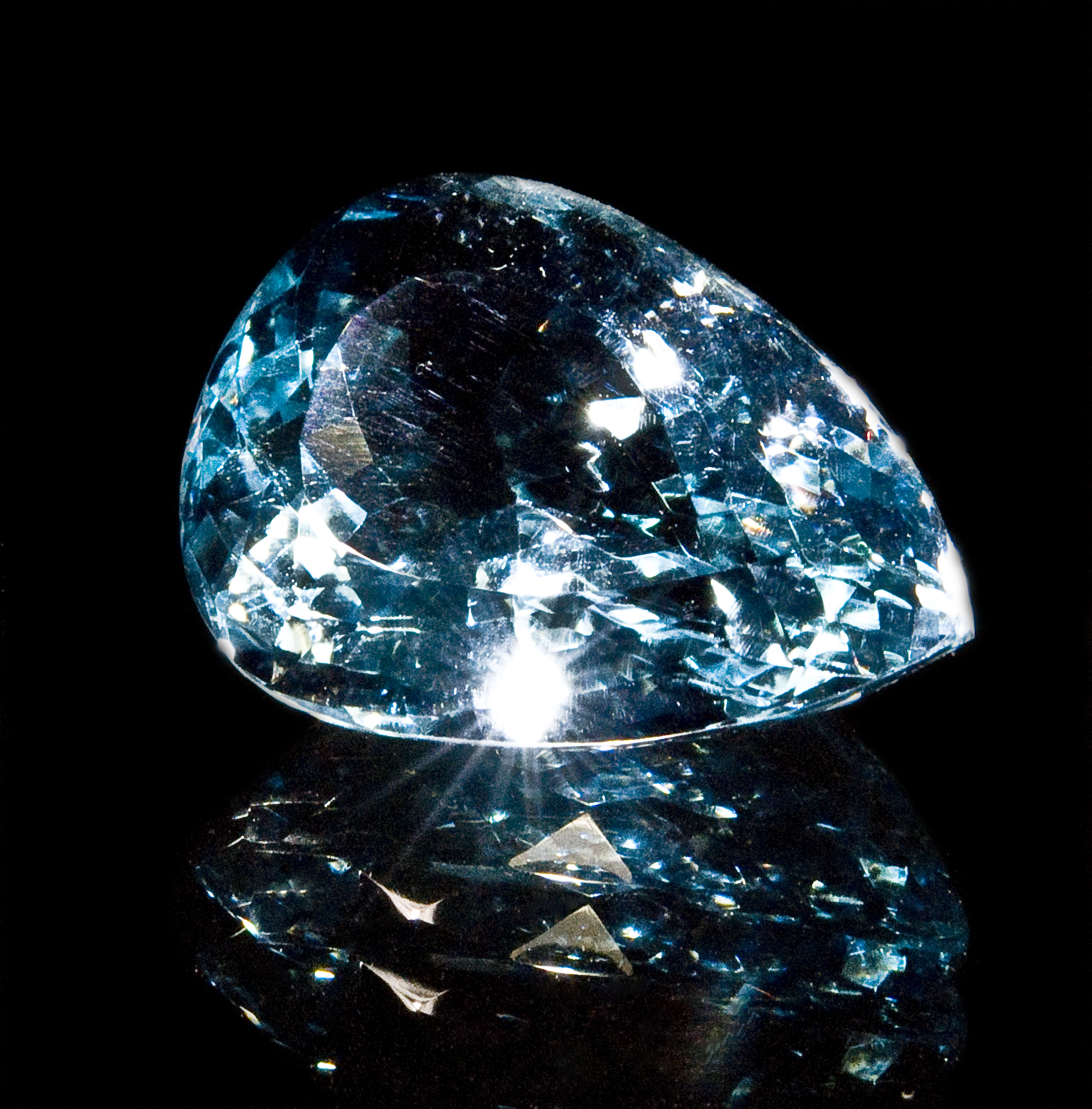
Topazio lavorato e tagliato
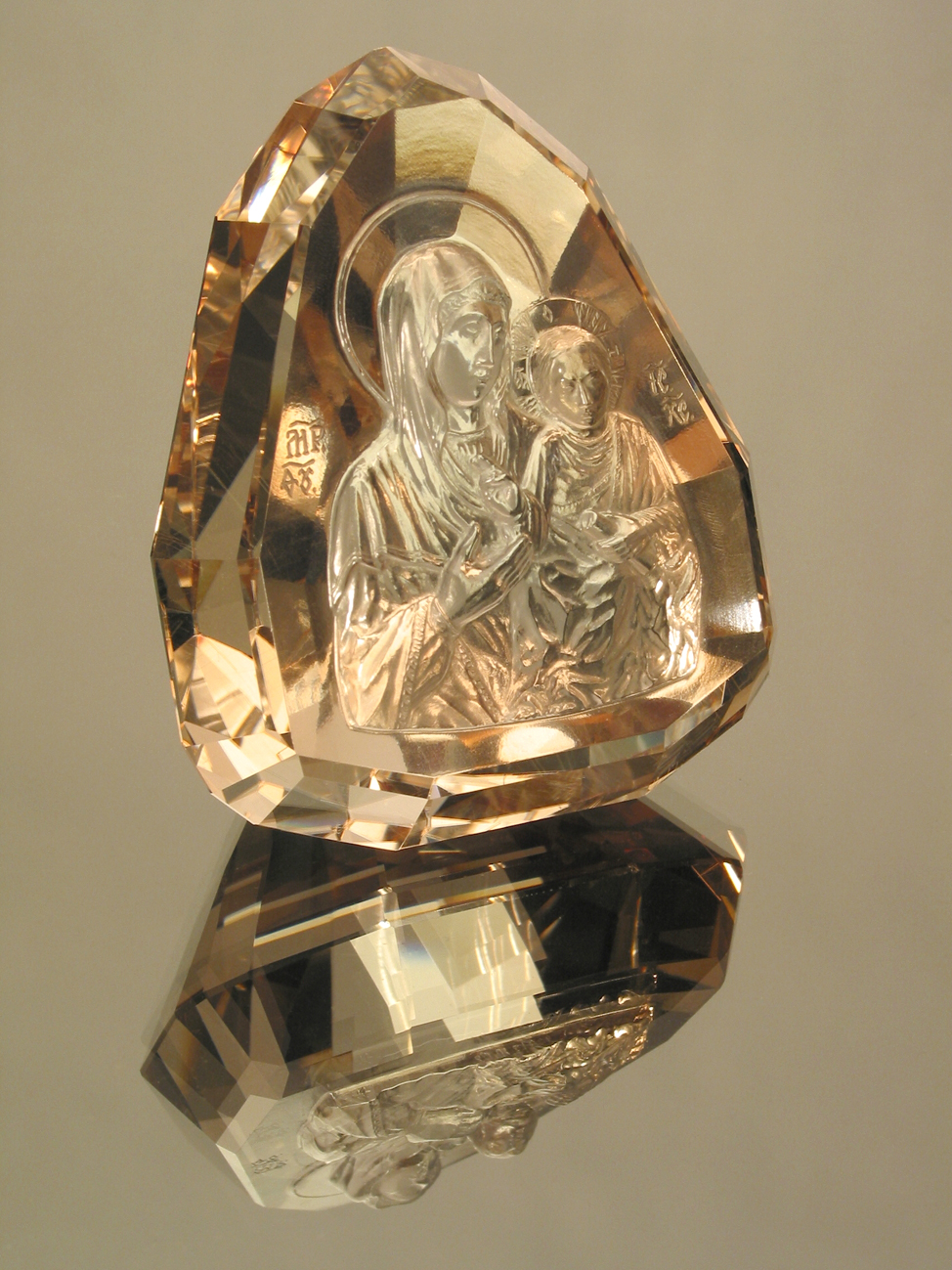
Topazio con cameo
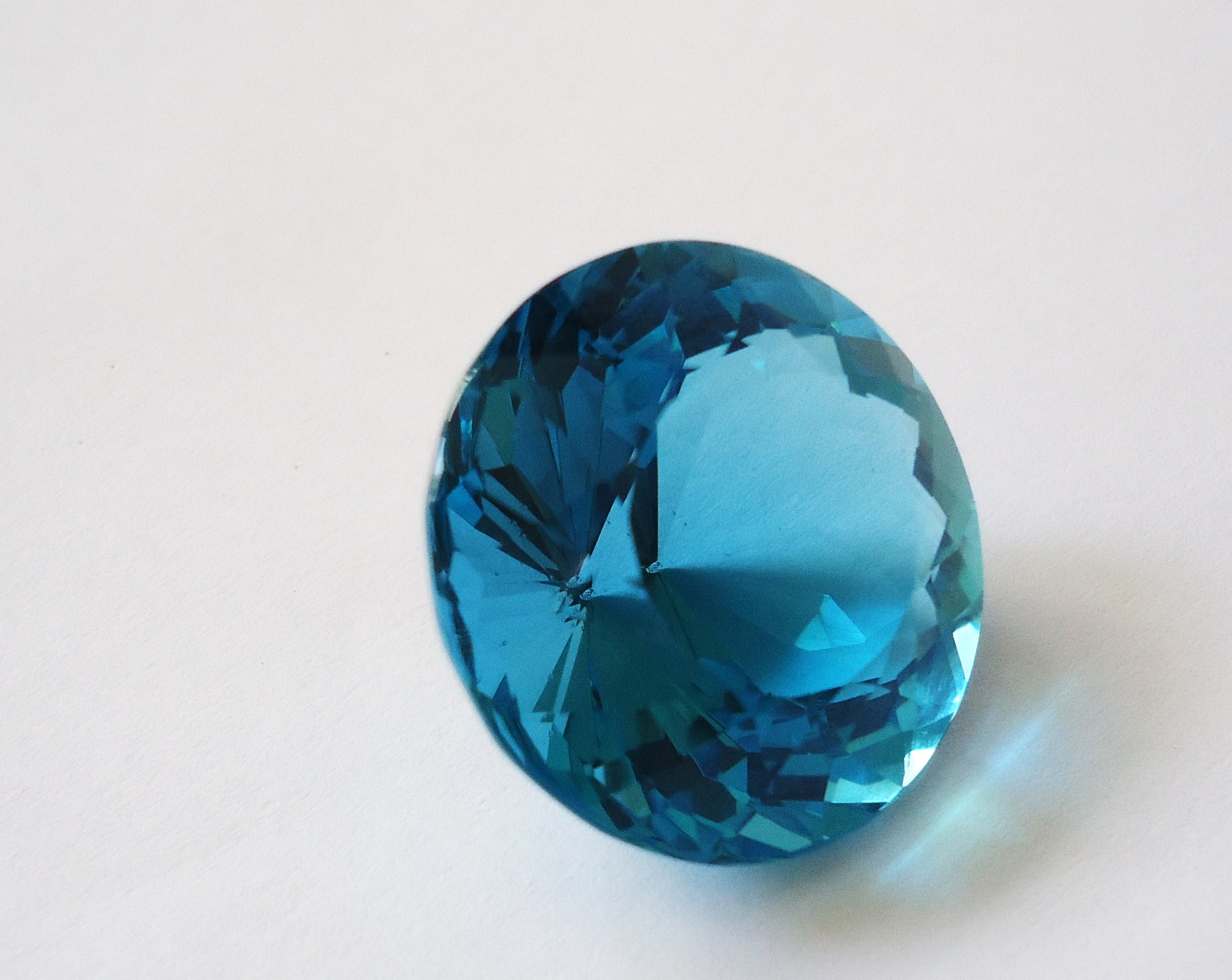
Topazio blu
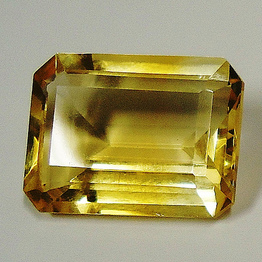
Topazio giallo
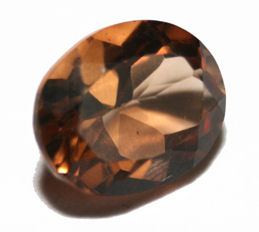
Topazio marrone

Il topazio è un minerale di diafanità da trasparente a traslucida con lucentezza vitrea. Il topazio è un minerale allocromatico, ossia se chimicamente puro è incolore; elementi in traccia quali cromo, manganese, ferro e/o centri di colore nella struttura reticolare gli conferiscono le molteplici colorazioni con cui è conosciuto. In natura si riscontrano le seguenti colorazioni, elencate dalla più rara alla più comune: rosso, rosa, blu-verde, azzurro (naturale), rosa-arancio, giallo-bruno, giallo-arancio, giallo, incolore; il colore del suo striscio è sempre bianco.